# Annain
L'Annain est un cours d'eau français qui coule dans le département du Cher. C'est un affluent de l'Yèvre en rive droite et donc un sous-affluent de la Loire.

## Géographie
L'Annain présente une longueur de 15,4 kilomètres. Il prend sa source dans la commune de Vasselay, à l'ouest du bourg à une altitude de 170 m, s'écoule vers l'ouest et se jette dans l'Yèvre , dans la commune de Mehun-sur-Yèvre, à une altitude de 113 m.

### Communes traversées
L'Annain traverse 5 communes, soit de l'amont vers l'aval : Vasselay (Cher), Saint-Éloy-de-Gy (Cher),  Berry-Bouy (Cher), Allouis (Cher), Mehun-sur-Yèvre (Cher).

### Zone hydrographique
Les bassins hydrographiques sont découpés dans le référentiel national BD Carthage en éléments de plus en plus fins, emboîtés selon quatre niveaux : régions hydrographiques, secteurs, sous-secteurs et zones hydrographiques. Le bassin versant de l'Annain s'insère dans la zone hydrographique « L'Yèvre de l'Auron (Nc) à l'Annain (C) », au sein du bassin DCE plus large « La Loire, les cours d'eau côtiers vendéens et bretons ».

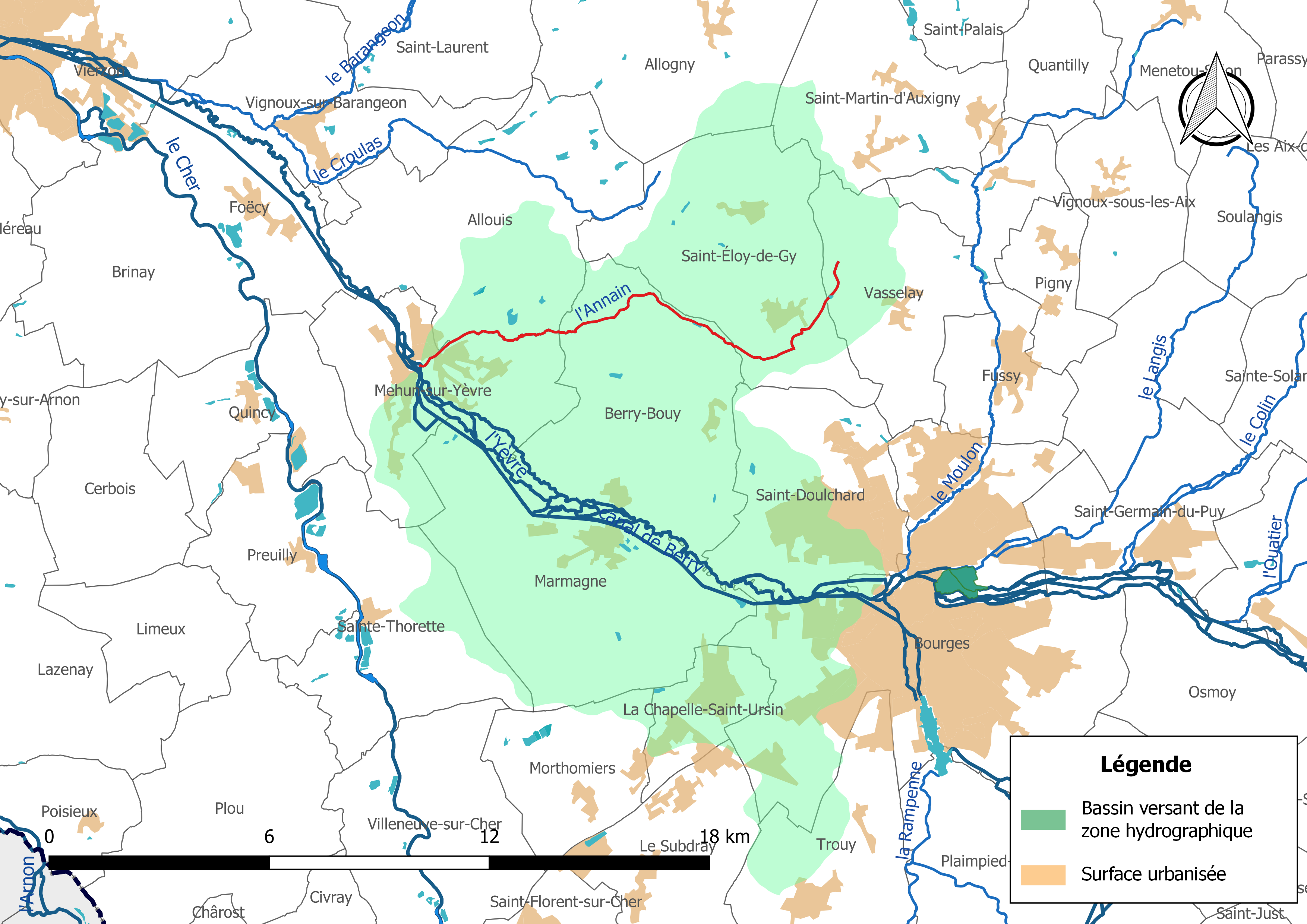
L'Annain (en rouge) et la zone hydrographique dans laquelle il s'insère.

## Pêche et peuplements piscicoles
Sur le plan piscicole, l'Annain est classé en deuxième catégorie piscicole. L'espèce biologique dominante est constituée essentiellement de poissons blancs (cyprinidés) et de carnassiers (brochet, sandre et perche). 

### Réserve biologique
Un cours d’eau est considéré comme réserve biologique lorsqu'il comprend une ou plusieurs zones de reproduction ou d’habitat des espèces de phytoplanctons, de macrophytes et de phytobenthos, de faune benthique invertébrée et l’ichtyofaune, et permet leur répartition dans un ou plusieurs cours d’eau du bassin versant. Les réservoirs biologiques, nécessaires au maintien ou à l’atteinte du bon état écologique des cours d’eau, correspondent donc :
- à un tronçon de cours d’eau ou annexe hydraulique qui va jouer le rôle de pépinière, de « fournisseur » d’espèces susceptibles de coloniser une zone naturellement ou artificiellement appauvrie (réensemencement du milieu) ;
- à des aires où les espèces peuvent accéder à l’ensemble des habitats naturels nécessaires à l’accomplissement des principales phases de leur cycle biologique (reproduction, abri-repos, croissance, alimentation).

Dans le cadre des travaux préparatoires à l'élaboration de ce classement au sein du SDAGE Loire-Bretagne 2016-2021, l'Auiaulne et ses affluents, depuis la source jusqu'à sa confluence avec la Loire, sont répertoriés comme réserve biologique, sous l'identifiant RESBIO_252. Les espèces présentes sont : la truite fario, la lamproie de Planer, le chabot, vandoise.

## Qualité des eaux

### État des masses d'eau et objectifs
Issu de la Directive cadre européenne sur l’eau (DCE) du 23 octobre 2000, le découpage en masses d’eau permet d'utiliser un référentiel élémentaire unique employé par tous les pays membres de l'Union européenne. Une masse d'eau de surface est une partie distincte et significative des eaux de surface, telles qu'un lac, un réservoir, une rivière, un fleuve ou un canal, une partie de rivière, de fleuve ou de canal, une eau de transition ou une portion d’eaux côtières. Pour les cours d’eau, la délimitation des masses d’eau est basée principalement sur la taille du cours d’eau et la notion d’hydro-écorégion. Ces masses d’eau servent ainsi d’unité d’évaluation de l’état des eaux dans le cadre de la directive européenne. L'Annain fait partie de la masse d'eau codifiée FRGR2118 et dénommée « L'Annain et ses affluents, depuis la source jusqu'à la confluence avec l'Yevre ».
Le schéma directeur d'aménagement et de gestion des eaux (Sdage) Loire-Bretagne est un document de planification dans le domaine de l’eau. Il définit, pour une période de six ans les grandes orientations pour une gestion équilibrée de la ressource en eau ainsi que les objectifs de qualité et de quantité des eaux à atteindre dans le bassin Loire-Bretagne. L'état des lieux 2013 défini dans la SDAGE 2016 – 2021 et les objectifs à atteindre pour cette masse d'eau sont les suivants,, :

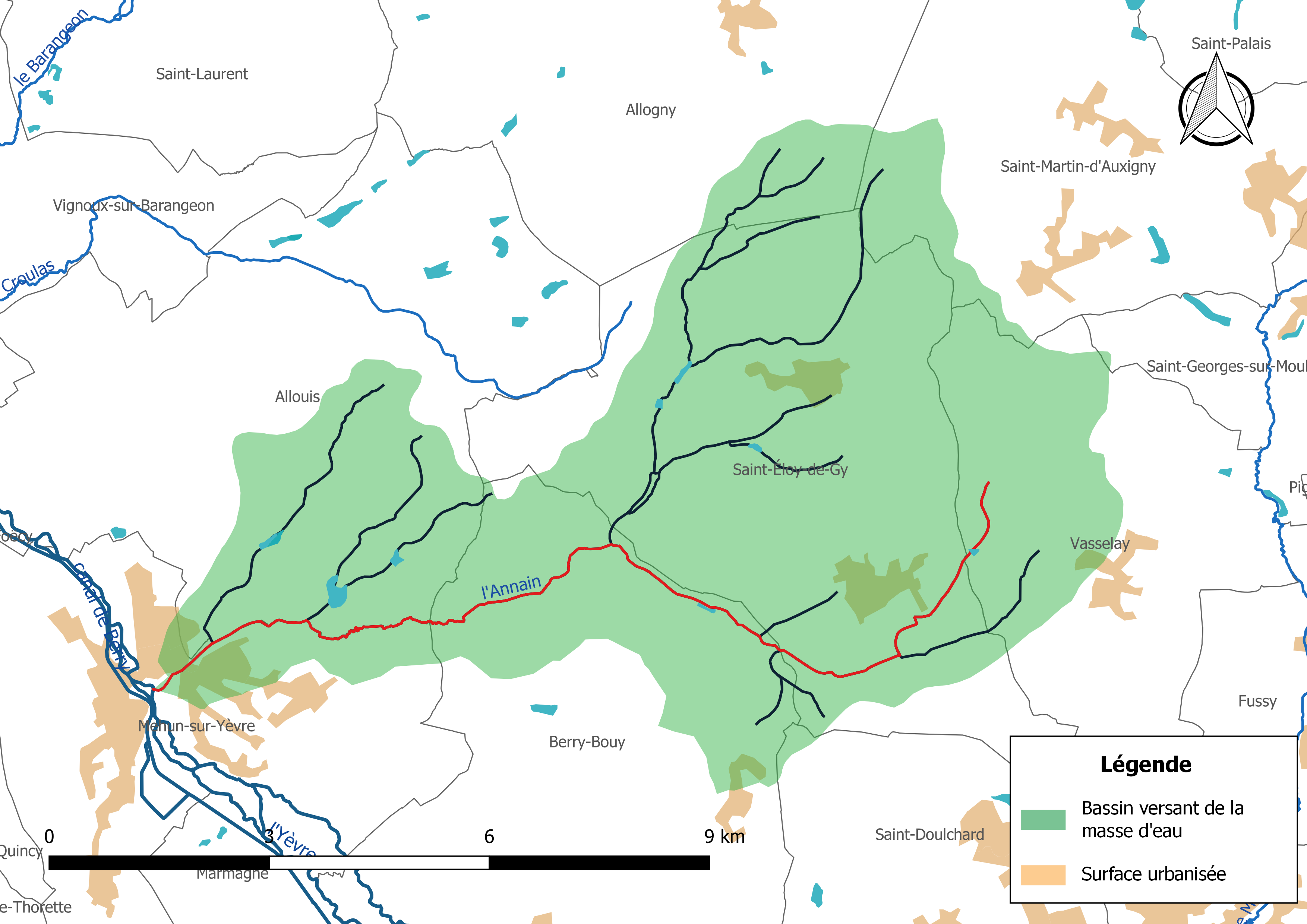
Masse d'eau « FRGR2118 », avec mise en exergue du cours d'eau « » (en rouge).

| Code masse d'eau | Libellé masse d'eau                                                            | État écologique 2013 des cours d'eau | État écologique 2013 des cours d'eau | État écologique 2013 des cours d'eau | État écologique 2013 des cours d'eau | Objectifs                  | Objectifs                  | Objectifs                | Objectifs                | Objectifs              | Objectifs              |
| Code masse d'eau | Libellé masse d'eau                                                            | État écologique                      | État biologique                      | État physico-chimie générale         | État Polluants spécifiques           | Objectif d'état écologique | Objectif d'état écologique | Objectif d'état chimique | Objectif d'état chimique | Objectif d'état global | Objectif d'état global |
| ---------------- | ------------------------------------------------------------------------------ | ------------------------------------ | ------------------------------------ | ------------------------------------ | ------------------------------------ | -------------------------- | -------------------------- | ------------------------ | ------------------------ | ---------------------- | ---------------------- |
| FRGR2118         | L'Annain et ses affluents, depuis la source jusqu'à la confluence avec l'Yèvre | Moyen                                | Moyen                                | Mauvais                              |                                      | Bon état                   | 2027                       | Bon état                 | ND                       | Bon état               | 2027                   |

### Continuité écologique
L'Annain et ses cours d'eau affluents de la source jusqu'à la confluence avec l'Yèvre.sont classés dans la liste 1 au titre de l'article L. 214-17 du code de l'environnement sur le Bassin Loire-Bretagne. Du fait de ce classement, aucune autorisation ou concession ne peut être accordée pour la construction de nouveaux ouvrages s'ils constituent un obstacle à la continuité écologique et le renouvellement de la concession ou de l'autorisation des ouvrages existants est subordonné à des prescriptions permettant de maintenir le très bon état écologique des eaux.  Par ailleurs L'Annain et ses cours d'eau affluents de la source jusqu'à la confluence avec l'Yèvre est classé dans la liste 2 au titre de l'article L. 214-17 du code de l'environnement sur le Bassin Loire-Bretagne, qui induit que tout ouvrage doit être géré, entretenu et équipé selon des règles définies par l'autorité administrative, en concertation avec le propriétaire ou, à défaut, l'exploitant .

## Gouvernance

### Échelle du bassin
En France, la gestion de l’eau, soumise à une législation nationale et à des directives européennes, se décline par bassin hydrographique, au nombre de sept en France métropolitaine, échelle cohérente écologiquement et adaptée à une gestion des ressources en eau. L'Annain est sur le territoire du bassin Loire-Bretagne et l'organisme de gestion à l'échelle du bassin est l'agence de l'eau Loire-Bretagne.